# Flacillula
Flacillula là một chi nhện trong họ Salticidae.